# SolverTech
Solvertech je česká softwarová firma se sídlem v Zašové nedaleko Valašského Meziříčí, založená v roce 2009. Zabývá se vývojem aplikací pro optimalizaci dopravy, které přinášejí úsporu dopravních nákladů a zkrácení dodacích lhůt. V roce 2022 realizovala 150 implementací u českých i zahraničních klientů.

## Historie

### 2006
Tomáš Pajonk pracoval na softwarových projektech pro britského zákazníka MapMechanics. Poprvé vytvořil algoritmus pro plánování tras, který sloužil rozvozu léků pro seniory. 

### 2009
Po návratu z Velké Británie Tomáš Pajonk založil se společníkem a vedoucím vývoje Radkem Veřmiřovským Solvertech. Pracovali na vývoji aplikace Tasha použitelné na českém trhu. 

### 2010
Akvizice prvního zákazníka aplikace Tasha. Tým se rozrostl o společníka a vedoucího podpory a implementace Bohdana Kotoučka.

### 2012
Solvertech překročil první desítku licencí aplikace Tasha. 

### 2016
Solvertech se rozrostl o 4 zaměstnance. Ve spolupráci se společností Rohlík.cz začal vyvíjet software na kontinuální plánování dopravy.

### 2021
Solvertech čítal 16 zaměstnanců/spolupracovníků a více než 100 dlouhodobých zákazníků. Vstoupil na polský trh, začal vývoj stand-alone produktu mobilní aplikace Freya.

## Produkty
- Tasha: řešení pro plánování dopravy a optimalizacii tras rozvozů[8], svozů, převozů a jejich kombinací (next day delivery).[9][10][11] Tashu a její obdoby používají firmy ve více než 12 zemích světa.
- Kira: Optimalizace radiální distribuce zboží v den objednání (Continuous/Same Day Delivery).
- Triss: Autonomní webová služba pro výpočet optimálních rozvozových tras. Pracuje s dávkou objednávek a informacemi o vozovém parku.
- Freya: Real-time monitoring a správa rozvozu. Mobilní aplikace, která ruší vzdálenost mezi dispečerským stanovištěm a kabinou řidiče.
- Analýza dopravních potřeb a výkonů: jednorázová analýza odhalí rezervy v plánování svozových a rozvozových tras, pomůže nastavit počet a umístění distribučních center, optimální skladbu vozového parku, sníží počet jízd, vozidel a kilometrů.

## Spolupráce a partnerství
Solvertech spolupracuje s řadou přepravních společností, kurýrních a rozvážkových služeb, e-shopů, obchodních řetězců, výrobců v segmentu automotive a dalších firem v Česku, na Slovensku, v Polsku, Maďarsku, Rumunsku, Velké Británii, Kanadě, Austrálii a dalších zemích.

### Výrobci
- Magna Exteriors
- Budiš
- Masný průmysl Krásno
- Makovec

### Přepravní, kurýrní a rozvážkové služby
- Rohlík.cz[13]

- Košík.cz
- Zásilkovna
- Liftago
- DoDo.cz
- Florea.cz
- Gibon Logistics

### Obchody a e-shopy
- Mall.cz
- Alza.cz
- Sconto
- Hruška
- Rossmann Hungary

## Dobročinné projekty
- Dlouhodobá podpora spolků a organizací (Zlaté šípy[14], Diakonie ve Valašském meziříčí[15])
- Nabídka software a podpory zdarma[16][17] společnostem, které byly zasaženy covidovou krizí (2020)
- Nákup potravinových voucherů pro pracovnice úklidu Krajské nemocnice Tomáše Bati[18], kterých se netýkaly státní covidové bonusy pro pracovníky ve zdravotnictví (2021)
- Přímá podpora a expertiza bezplatného plánování rozvozu vakcín (ve spolupráci s Rohlík.cz, 2021).[19][20]